# Katarina Frostensonová
Alma Katarina Frostenson Arnault (* 5. března 1953 Stockholm) je švédská spisovatelka.

## Život
První básnickou sbírku vydala v roce 1978. Její poezie se vyznačuje věcným jazykem a metaforickou střídmostí, otázky identity moderního člověka se prolínají s ohlasy mytologie. Frostensonová přeložila do švédštiny knihy Marguerite Durasové a Georgese Batailla. Psala také hry pro Královské dramatické divadlo a je autorkou libreta k opeře Staden. Za své knihy získala Velkou cenu Devíti, Bellmanovu cenu a Literární cenu Severské rady. Byl jí také udělen Řád čestné legie a medaile Litteris et Artibus.
V roce 1992 se stala členkou Švédské akademie. Jejím manželem je fotograf francouzského původu Jean-Claude Arnault. Spolu vydávali knihy a provozovali prestižní stockholmskou kulturní instituci Forum. V dubnu 2018 propukl ve Švédské akademii skandál spojený se zneužíváním moci. Frostensonová byla obviněna, že informace ze zákulisí akademie využívala k sázení na laureáty literárních cen a převáděla veřejné finance na konto organizace Forum. Zároveň osmnáct žen prohlásilo, že je Arnault na akcích ve Foru sexuálně obtěžoval. Tři členové akademie v důsledku odhalení rezignovali, Frostensonová musela pozastavit činnost a Nobelova cena za literaturu nebyla v roce 2018 udělena. V prosinci 2019 Frostensonová rezignovala na své křeslo v akademii, kde se její nástupkyní stala Tua Forsströmová. Frostensonová však všechna obvinění odmítla a vydala knihu K, v níž podala svoji verzi události.
Katarina Frostensonová je neteří autora náboženské literatury Anderse Frostensona. 

## Dílo
- I mellan (1978)
- Raymond Chandler och filmen (1978)
- Lars Ahlins Huset har ingen filial (1978)
- Rena land (1980)
- Den andra (1982)
- I det gula: tavlor, resor, ras (1985)
- Samtalet (1987)
- Stränderna (1989)
- Moira (1990)
- Joner (1991)
- Berättelser från dom (1992)
- Tankarna (1994)
- Jan Håfström: en diktsvit till Jan Håfström och till verk av honom (1994)
- Vägen till öarna (1996)
- Korallen (1999)
- Kristallvägen/Safirgränd (2000)
- Endura (2002)
- Karkas : fem linjer (2004)
- Ordet : en passion (2006)
- Tal och regn (2008)
- Flodtid (2011)
- Tre vägar (2013)
- Sånger och formler (2015)
- Sju grenar (2018)
- K (2019)